# Sternaspidae

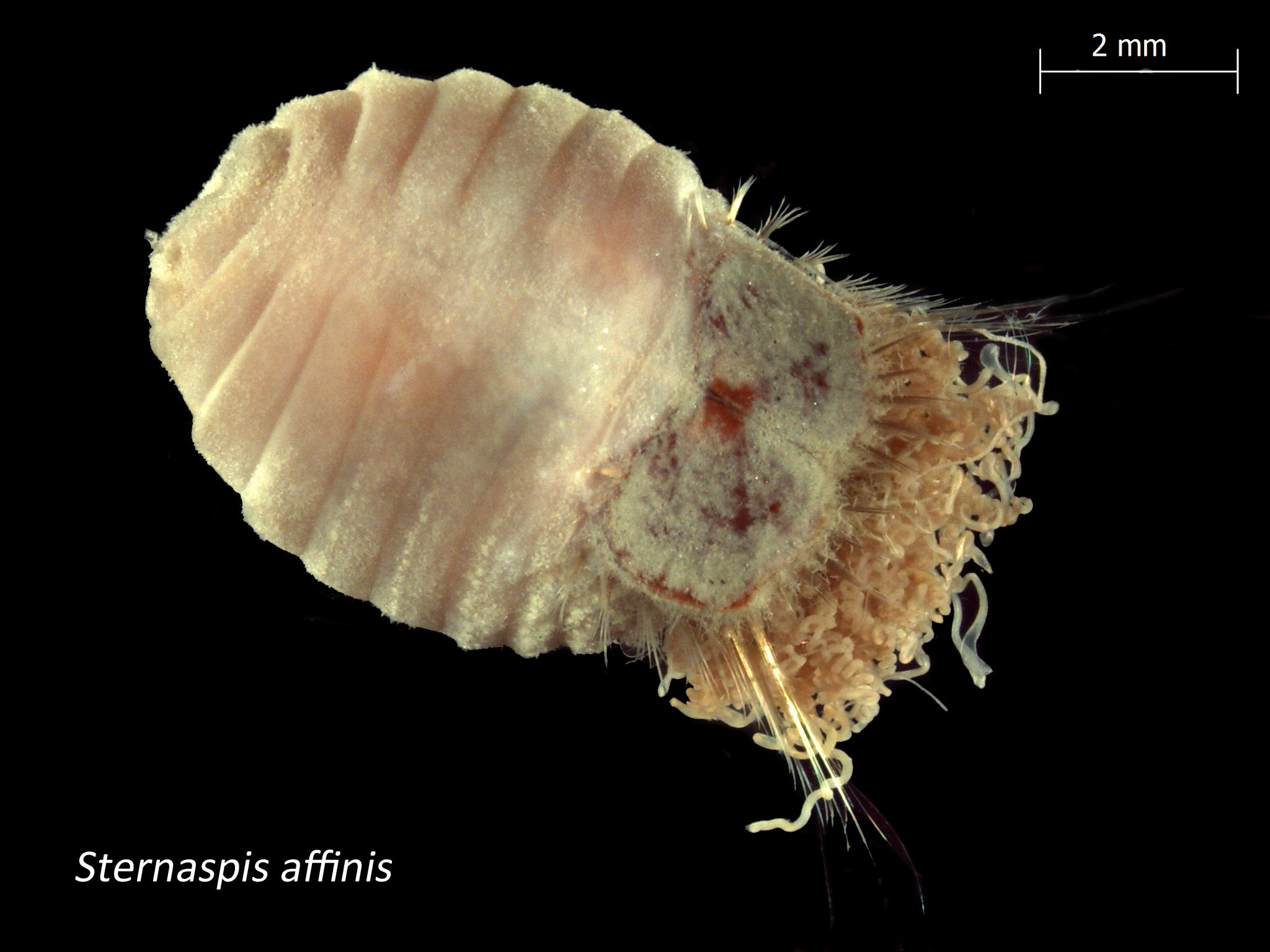
Sternaspis affinis mit eingezogenem Vorderende (Hinterende mit Kiemen rechts)

Sternaspidae ist der Name einer Familie kleiner, gedrungener, in Schlamm lebender Vielborster (Polychaeta), die in Meeren weltweit als Detritusfresser zu finden sind.

## Merkmale
Die Sternaspidae zeichnen sich durch einen kurzen, gedrungenen Körper mit nur wenigen Segmenten und einer flachen Bauchseite aus, der sich in der Mitte meist etwas verengt und bei 22 Segmenten bis zu 31 mm Länge erreichen kann. Sowohl am vorderen als auch am hinteren Ende sitzen Bündel von Borsten. Die hintersten Segmente sind bauchseitig zu einem zweiteiligen, rötlichen, durch Chitin versteiften und von den hinteren Borsten umgebenen Endschild verschmolzen. Der Körper ist mangels Pigmenten weißlich, die langen, fadenförmigen, in zwei Bündeln rückenseitig am Ende des Körpers sitzenden, stark durchbluteten Kiemen rot gefärbt.
Das Prostomium der Sternaspidae ist deutlich abgesetzt und vorn abgeschnitten, das Peristomium dagegen zu Lippen um den Mund herum reduziert. Antennen und Palpen fehlen ebenso wie Nuchalorgane, während Augenflecken nur bei einigen Arten vorkommen. Die Längsmuskeln sind in vielen Strängen angeordnet, und die Segmentierung ist deutlich. Das erste Segment ähnelt den nachfolgenden und trägt ähnliche Borsten. Der gesamte vordere Körperabschnitt ist einziehbar. Die Parapodien sind an allen Segmenten vor dem Endschild zweiästig, während sie am Endschild nur Notopodia aufweisen, die aus sehr kurzen, abgeschnittenen Zylindern bestehen. Generell sind die Äste der Parapodien kurze, kaum erhabene Papillen, und dorsale, ventrale wie auch anale Cirren fehlen. Die Epidermis-Papillen ähneln denen bei den Flabelligeridae. Die Tiere haben keine Aciculae. Die Borsten sind kapillarförmig oder schwere Stacheln.
Der sackförmige Pharynx ist ausstülpbar, und der Darmkanal ist gefaltet. Die Tiere haben keine Kehlmembran. Das geschlossene Blutgefäßsystem verfügt über kein zentrales Herz. Die Nephridien sind als Mixonephridien ausgebildet, wobei das erste Paar als Nieren dient über die übrigen die Gameten entlassen werden.

## Verbreitung und Lebensraum
Die Sternaspidae sind in Meeren weltweit von flachen Gewässern bis in die Tiefsee verbreitet. Sternaspis scutata ist kosmopolitisch von der Arktis bis zur Antarktis von den Ufern bis in große Tiefen zu finden. Die Tiere leben in sandigen und schlammigen Sedimentböden, wobei sie Meerestiefen von 100 bis 200 m bevorzugen und selten in großer Individuenzahl auftreten.

## Fortpflanzungszyklus
Die Sternaspidae sind getrenntgeschlechtlich und besitzen hinter ihrem sechsten Segment paarige Keimdrüsen. Soweit bekannt, werden ihre frei schwimmenden Larven von Dotterreserven ernährt und sinken weniger als zwei Tage nach der Befruchtung nieder, um zu kriechenden Würmern zu metamorphosieren. Diese Lebensweise mit nur kurze Zeit schwimmenden Larven ist ein Hindernis für eine kosmopolitische Verbreitung der Arten.

## Ernährung und Lebensweise
Die Sternaspidae ernähren sich von Detritus, den sie als Substratfresser überwiegend mit Sedimentpartikeln mithilfe ihres ausstülpbaren Pharynx verschlucken und dann verdauen, während die mineralischen Bestandteile unverändert ausgeschieden werden.
Die Tiere liegen mit dem Kopf nach unten im Schlamm, so dass die Kiemen an der Sedimentoberfläche liegen und so mit Sauerstoff versorgt werden.

## Gattungen und Arten
Die Sternaspidae zählten lange als monogenerische Familie mit der einzigen Gattung Sternaspis Otto, 1820, doch wurden 2013 von Sendall & Salazar-Vallejo zwei neue Gattungen mit mehreren Arten beschrieben: Caulleryaspis und Petersenaspis.
Die 37 Arten der Familie Sternaspidae werden auf 3 Gattungen verteilt:
- Sternaspis Otto, 1820
  - Sternaspis affinis Stimpson, 1864
  - Sternaspis africana Augener, 1918
  - Sternaspis andamanensis Sendall & Salazar-Vallejo, 2013
  - Sternaspis annenkovae Salazar-Vallejo & Buzhinskaja, 2013
  - Sternaspis britayevi Zhadan, Tzetlin & Salazar-Vallejo, 2017
  - Sternaspis buzhinskajae Salazar-Vallejo, 2014
  - Sternaspis chilensis Diaz-Diaz & Rozbaczylo, 2017
  - Sternaspis chinensis Wu, Salazar-Vallejo & Xu, 2015
  - Sternaspis costata Marenzeller, 1879
  - Sternaspis fossor Stimpson, 1854
  - Sternaspis islandica Malmgren, 1867
  - Sternaspis liui Wu, Salazar-Vallejo & Xu, 2015
  - Sternaspis maior Chamberlin, 1919
  - Sternaspis maureri Salazar-Vallejo & Buzhinskaja, 2013
  - Sternaspis monroi Salazar-Vallejo, 2014
  - Sternaspis nana Zhadan, Tzetlin & Salazar-Vallejo, 2017
  - Sternaspis papillosa Zhadan, Tzetlin & Salazar-Vallejo, 2017
  - Sternaspis piotrowskiae Salazar-Vallejo, 2014
  - Sternaspis princeps Selenka, 1885
  - Sternaspis radiata Wu & Xu, 2017
  - Sternaspis rietschi Caullery, 1944
  - Sternaspis scutata (Ranzani, 1817)
  - Sternaspis sendalli Salazar-Vallejo, 2014
  - Sternaspis spinosa Sluiter, 1882
  - Sternaspis sunae Wu & Xu, 2017
  - Sternaspis thalassemoides Otto, 1820
  - Sternaspis thorsoni Sendall & Salazar-Vallejo, 2013
  - Sternaspis uschakovi Salazar-Vallejo & Buzhinskaja, 2013
  - Sternaspis williamsae Salazar-Vallejo & Buzhinskaja, 2013
  - Sternaspis wui Wu & Xu, 2017
- Caulleryaspis Sendall & Salazar-Vallejo, 2013
  - Caulleryaspis fauchaldi Salazar-Vallejo & Buzhinskaja, 2013
  - Caulleryaspis gudmundssoni Sendall & Salazar-Vallejo, 2013
  - Caulleryaspis laevis (Caullery, 1944)
  - Caulleryaspis nuda Salazar-Vallejo & Buzhinskaja, 2013
- Petersenaspis Sendall & Salazar-Vallejo, 2013
  - Petersenaspis capillata (Nonato, 1966)
  - Petersenaspis palpallatoci Sendall & Salazar-Vallejo, 2013
  - Petersenaspis salazari Wu & Xu, 2017